# 光與影的浪漫
《光与影的浪漫 》（日語：光と影のロマン）为宇德敬子的第九张单曲。CD编号为ZADL-1070。

## 概要
- 銷量5.4萬張，在單曲銷售量為第七名。
- 附属曲《Eternity》是为濑户朝香提供的歌曲，并且也作为《ETERNITY》收录在了在第二张专辑《冰》中。今作变更了编曲，变为较长的版本的同时，接近了收录在濑户朝香专辑中的歌曲形式（歌词多少还有差异）。
- 视频片段为《不可思议的世界》以来再一次以全频段格式摄影。并且收录了在摄影的同时，仅仅为卡彭特乐队的《Close to you》进行吉他演奏的时候演唱歌曲的宇德敬子的视频。这段视频仅在当时的《CD NEWS》播放。而且在《光与影的浪漫》的电视节目中使用了《Close to you》歌唱视频的一部分。

## 收录歌曲
1. 光と影のロマン
作詞・作曲：宇徳敬子　編曲：池田大介
读卖电视台・日本电视台全国动画《名侦探柯南》片尾曲（1997年3月17日 - 1997年8月4日）
2. Eternity（单曲版本）
作詞・作曲：宇徳敬子　編曲：UK Project
3. 光と影のロマン(Original Karaoke)
4. Eternity（单曲版本） (Original Karaoke)

## 收录专辑
- 冰（#1）
- THE BEST OF DETECTIVE CONAN ～名偵探柯南 主題曲集～（#1）
- THE BEST "eternity"（#1）

| 动画《名侦探柯南》片尾曲 1997年3月17日 - 1997年8月4日 |                           |                             |
| 前作: heath 《迷宫情人》                              | 宇徳敬子 《光与影的浪漫》 | 次作: DEEN 《没有你的夏天》 |